# Mesochorus impunctatus
Mesochorus impunctatus är en stekelart som beskrevs av Dasch 1974. Mesochorus impunctatus ingår i släktet Mesochorus och familjen brokparasitsteklar. Inga underarter finns listade i Catalogue of Life.